# Enicospilus szepligetii
Enicospilus szepligetii är en stekelart som först beskrevs av Carlos Schrottky 1911.  Enicospilus szepligetii ingår i släktet Enicospilus och familjen brokparasitsteklar. Inga underarter finns listade i Catalogue of Life.